# Jackson Mthembu
Jackson Mphikwa Mthembu (Witbank, 5 de junio de 1958 - 21 de enero de 2021) fue un político sudafricano.

## Vida
Se desempeñó como ministro en la Presidencia del gobierno de Sudáfrica y como parlamentario del Congreso Nacional Africano (ANC). Anteriormente estuvo en Látigo del Parlamento para el gobernante ANC y también como portavoz nacional del ANC. Se desempeñó como MEC para el Transporte en Mpumalanga de 1997 a 1999, durante el cual fue criticado por gastar 2.3 millones de Rands sudafricanos en diez BMW. Finalmente falleció el  21 de enero de 2021 debido a complicaciones relacionadas con el COVID-19.